# Aethalium

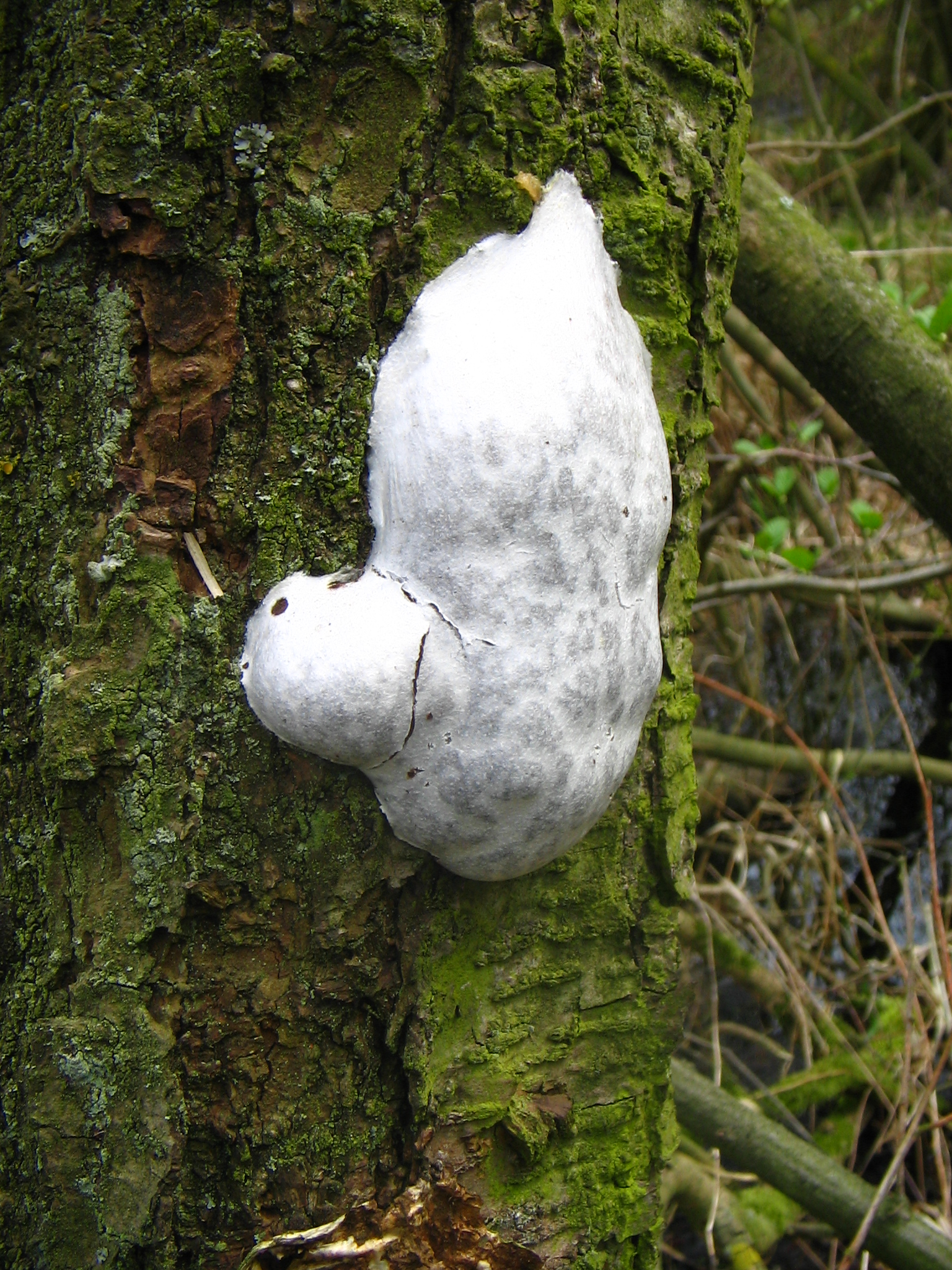
Wit aethalium van het zilveren boomkussen (Reticularia lycoperdon)

Aethalium, meervoud Aethalia is een plat, dik vruchtlichaam, dat wordt gevormd door samenklontering van plasmodia in bepaalde slijmzwammen.